# Lentopalloseura Kangasala
Il Lentopalloseura Kangasala è una società pallavolistica femminile finlandese con sede a Kangasala: milita nel campionato finlandese di Lentopallon Mestaruusliiga.

## Rosa 2018-2019
| N° | Nome              | Ruolo | Data di nascita  | Nazionalità sportiva |
| -- | ----------------- | ----- | ---------------- | -------------------- |
| 1  | Nette Peit        | S     | 27 marzo 1992    | Estonia              |
| 3  | Emmi Jalonen      | P     | 9 luglio 1999    | Finlandia            |
| 5  | Tiiamari Sievänen | L     | 19 luglio 1994   | Finlandia            |
| 6  | Vilma Ruuska      | S     | 5 maggio 1998    | Finlandia            |
| 7  | Jenni Mäkinen     | C     | 6 febbraio 1992  | Finlandia            |
| 8  | Jutta Riikonen    | S     | 25 febbraio 2000 | Finlandia            |
| 9  | Emma Mutka        | L     | 14 aprile 1994   | Finlandia            |
| 10 | Kayla Haneline    | C     | 7 aprile 1994    | Stati Uniti          |
| 11 | Hanna Keskinen    | S     | 24 gennaio 1999  | Finlandia            |
| 12 | Jooa Hänninen     | O     | 5 marzo 1997     | Finlandia            |
| 13 | Rainette Uiato    | P     | 4 febbraio 1992  | Stati Uniti          |
| 14 | Mila Viljanen     | P     | 4 settembre 1996 | Finlandia            |
| 15 | Taija Thomas      | O     | 24 ottobre 1996  | Canada               |
| 16 | Iina Pulkka       | L     | 10 agosto 1998   | Finlandia            |
| 16 | Tiia Virta        | S     | 7 maggio 1998    | Finlandia            |
| 18 | Taija Tikka       | C     | 27 luglio 1998   | Finlandia            |
| 19 | Nikki Taylor      | O     | 23 giugno 1995   | Stati Uniti          |

## Palmarès
- Coppa di Finlandia: 3

2012, 2013, 2020